# Matijs Jansen
Matijs Jansen (Den Haag, 6 januari 1976) is een Nederlands acteur.
Jansen volgde een vwo-opleiding aan het Haags Montessori Lyceum in Den Haag toen hij gevraagd werd voor de rol van Rik (eigenlijk Richard) Bol in de VARA-comedyserie Oppassen!!!. Hij speelde de rol van 1991 tot 1997. Na zijn vertrek uit de serie studeerde hij aan de Toneelacademie Maastricht. 
Jansen was na 1997 nog maar sporadisch op televisie te zien en legde zich hoofdzakelijk toe op theaterwerk. Hij speelde bij gezelschappen als "ZT Hollandia" en "Annette speelt" en werkt vanaf 2006 bij het gezelschap Wunderbaum.
Ook speelde hij nog in de Rabobank reclame over Rabomobiel.

## Televisie
- Oppassen!!! (1991–1998 • 2000 • 2003) – Rik Bol
- Costa! (2001) - Marcel (afl. Zwoele nachten, eerste liefde)
- Ernstige Delicten (2002) - Daan van de Veer (afl. Kwaad Bloed)
- Vrienden zonder grenzen (2004)
- Juliana, prinses van Oranje (2006) - Carl van Zweden (afl. Een zaak van het Hart)
- Boks (2006) - Casper van Wees (afl. Wie niet weg is, is gezien)
- Grijpstra en de Gier (2008) – Tom Terstall (afl. Van harte aanbevolen)
- Deadline (2008) - Joep Witteveen (Gastrol)
- Vuurzee (2009) - Steef (Gastrol)
- De co-assistent (2009) - Eddy van Laar (afl. Aaltje)
- Flikken Maastricht (2011) – Pol Meertens (afl. Huwelijk op de Maas)
- Flikken Rotterdam (2018) - Jonas Telkamp (afl. Bij nader inzien)
- Sinterklaasjournaal (2021) - Meneer Zoetekauw (gastrol)

## Film
- My Blue Heaven (1990) – Remy
- Maybe Sweden (2006) – Frederik
- Tiramisu (2008) – cameraman
- Brommer op zee (2011) – Mathijs
- Breekbaar (2014) – Freek

## Theater
- Platform, NTGent (2006–2007)
- Hamlet, Het Paleis (2007) – rol van Horatio
- Cobain (2007) – solovoorstelling
- Onze Paus, Wunderbaum (2011)